# Konstantin Tih
Konstantin I. Bugarski (Константин), znan i kao Konstantin Tih, bio je car Bugarske 1257. – 1277. 
Nije poznato kada je rođen, ali se zna da mu je otac bio neki Tihomir, koji je oženio kćer srpskog kneza Stefana Nemanje te je ona rodila Konstantina.
1257. bugarski su plemići izabrali Konstantina za cara te je on naslijedio pomalo nesposobnog Micu Asena, a oženio je princezu Irenu od Bizanta te je uzeo prezime Asen jer je ona bila povezana s tom obitelji. (Imao je i suprugu prije Irene.)
Car Tih je ušao u rat protiv Bele IV., koji je bio kralj Ugarske i Hrvatske. 
Nakon smrti supruge Irene, Konstantin je oženio Mariju Paleolog, nećakinju cara Bizanta Mihaela VIII. Paleologa. Marija je nagovarala muža na napad na Mihaela, koji je udao svoju kćer Eufrozinu za velikog Nogaj-kana, a taj je onda napao Bugarsku.
Posljednjih godina svoje vladavine, Konstantin je djelomično bio paraliziran jer je pao s konja, pa je Marija upravljala zemljom. Ta je žena ostala zapamćena po zlodjelima te je proglašena „sramotom Paleologa“. Konstantinu je rodila sina Mihaela Asena II.
U Bugarskoj je uskoro izbila pobuna i nakon Konstantina je na tron došao seljak zvan Ivajlo, koji je oženio Mariju.